# حارة القرنعة (أحور)
القرنعة هي إحدى حارات حي الأنتفاضة بمدينة أحور التابعة لمحافظة أبين، بلغ تعداد سكانها 483 نسمة حسب تعداد اليمن لعام 2004.